# L.I.E.
L.I.E. (acronimo di Long Island Expressway) è un film indipendente del 2001 diretto da Michael Cuesta ed interpretato da Paul Dano e Brian Cox. È stato presentato al Sundance Film Festival 2001.

## Trama
Il film esplora la sessualità umana, raccontando il rapporto tra il problematico quindicenne Howie rimasto prematuramente orfano di madre, causa un incidente stradale, e un uomo di mezza età noto come "Big John".

## Riconoscimenti
- 2002 - Independent Spirit Awards
  - Miglior performance di debutto a Paul Dano
  - Producers Award
- 2001 - Satellite Award
  - Miglior attore in un film drammatico a Brian Cox
- 2002 - Festival del cinema americano di Deauville
  - Premio della giuria